# 페터 벱야크

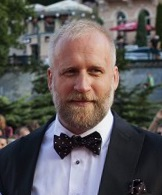

페터 벱야크(Peter Bebjak, 1970년 9월 1일 ~ )는 슬로바키아의 영화 감독, 영화 프로듀서, 각본가, 배우이다.
파르티잔스케에서 태어났다.

## 영화
- 더 라인 (2017년)
- 우리 선생님을 고발합니다 (2016년)
- 더 클리너 (2015년)
- 이블 (2012년)
- 엔젤스 (2012년)
- 애프리콧 아일랜드 (2011년)